# 纳塔利娅·迪姆
纳塔利娅·迪姆（英語：Natalya Diehm，1997年9月23日—），澳大利亚女子自行车运动员，2024年夏季奥林匹克运动会女子自由式小轮车铜牌得主。她還拿過三次全國冠軍。